# Contribution à la conception des aphasies
Contribution à la conception des aphasies est l'un des premiers ouvrages de Sigmund Freud, publié en 1891 sous le titre Zur Auffassung der Aphasien. Eine kritische Studie.

## Présentation de l'ouvrage

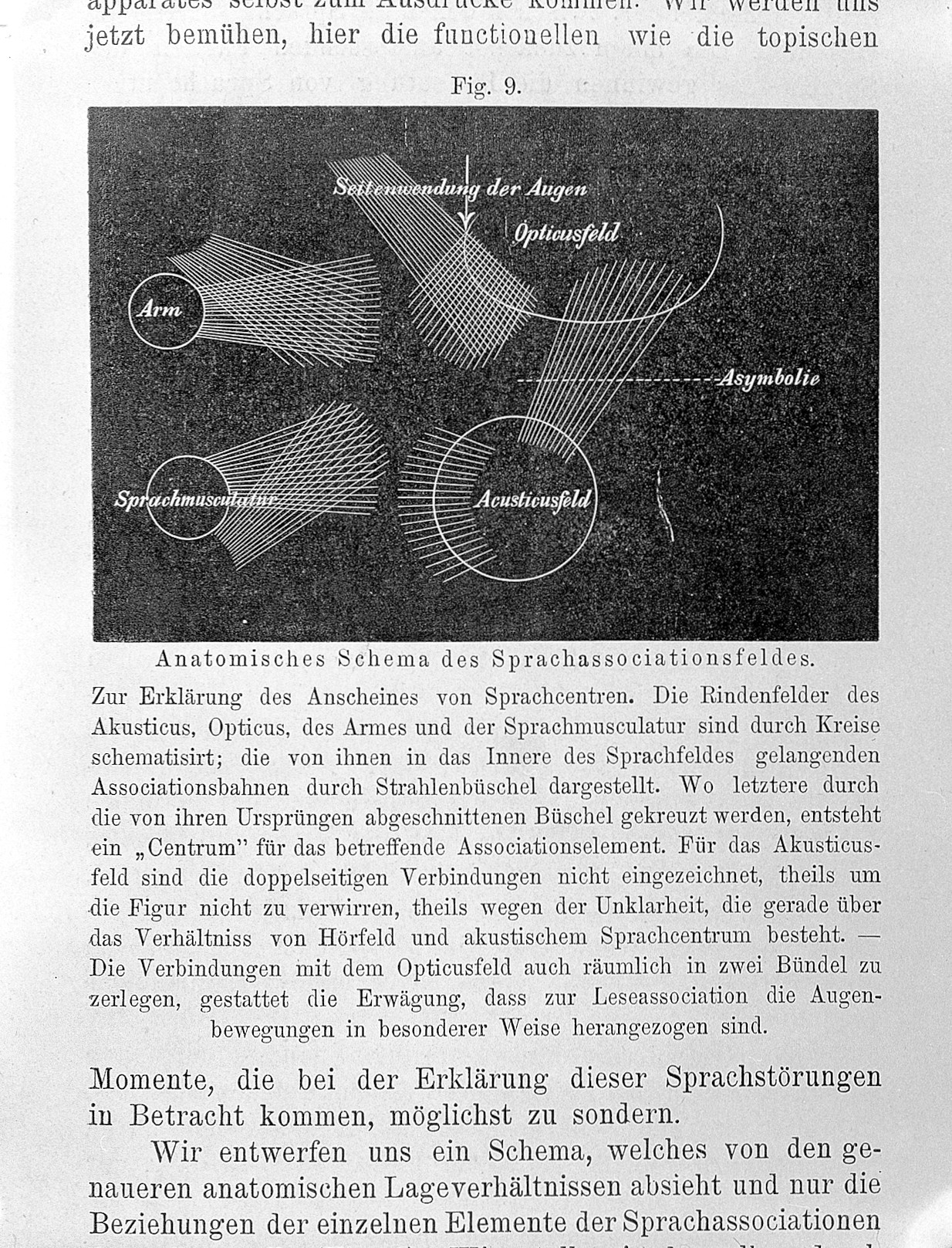
Dr Sigmund Freud, Zur Auffassung der Aphasien, 1891: « schéma anatomique de l'aire associative du langage ».

Appartenant à la période « prépsychanalytique », il s'agit d’une monographie où Freud reprend les théories de Hughlings Jackson pour étudier les troubles du langage d'un point de vue fonctionnel plutôt que neurophysiologique. Freud remplace l'idée de « localisations cérébrales » par celle de l’« associationnisme » qui préfigure la conceptualisation d'un appareil psychique qu'on retrouve dans sa métapsychologie. Georges Lanteri-Laura explique comment Freud, « dans les parties descriptives de son travail, […] distingue les représentations de mots et les représentations de choses, et les liens avec les images auditives, les images visuelles et les images motrices en jeu dans ces phénomènes ».

#### Texte de référence
- Sigmund Freud, Contribution à la conception des aphasies : une étude critique (Vienne, Leipzig, 1891), trad. Claude Van Reeth, préface de Roland Kuhn, Paris, PUF / Collection « Bibliothèque de la psychanalyse » (dirigée par Jean Laplanche), 1re éd. 1983, 2e éd. 1987  (ISBN 2 13 041547 4); Pour concevoir les aphasies. Une étude critique, traduit présenté et annoté par Fernand Cambon, Postface de Wolfgang Leuschner, Paris, EPEL édition, 2010  (ISBN 978-2-35427-014-8).

#### Études
- Jean-Louis Chassaing, Jacques Béraud, Oliver Bézy et al., « Au-delà du principe de Wernicke : à propos, aujourd'hui, de la « Contribution à la conception des aphasies » de S. Freud », Les dossiers du JFP, ERES,‎ 1er janvier 2006, p. 45-72 (ISBN 9782749206684, lire en ligne)
- Maria Dorer, Historiche Grundladen der Psychoanalyse, Leipzig, Felix Meiner, 1932
- Kurt Goldstein, Language and Language Disturbance, New York, Grune and Stratton, 1948
- Georges Lanteri-Laura, « aphasie » (article), dans Alain de Mijolla (dir.), Dictionnaire international de la psychanalyse, tome I, Calmann-Lévy (2002), Hachette-Littératures, 2005, p. 122-123.
- Jacques Nassif, Freud l’inconscient (1977), Paris, Flammarion, 1992
- Elisabeth Roudinesco et Michel Plon, Dictionnaire de la psychanalyse, Paris, Fayard, coll. « La Pochothèque », 2011 (1re éd. 1997), 1789 p. (ISBN 978-2-253-08854-7), p. 289-290.